# Serie A (Italia) 2011-12
La temporada 2011-12 de la Serie A fue la 80.ª edición desde su creación. Veinte equipos disputaron la liga, de los cuales 17 eran los mismos de la anterior temporada y 3 ascendentes de la Serie B. Comenzó el 9 de septiembre de 2011 y concluyó el 13 de mayo de 2012.
Al igual que muchas ligas en Europa, el sistema de competencia de esta liga se basó en un juego de ida y vuelta entre todos los equipos, el equipo que obtuvo más puntos se llevó el "Scudetto".
El 15 de enero de 2012, Paolo Grossi del Siena marcó el gol 60.000 en la historia de la Serie A ante el Parma por la decimoctava jornada del campeonato.
Juventus se coronó como  campeón invicto de la Serie A (23 victorias y 15 empates), a falta de una fecha para que acabe el torneo, derrotando 0-2 al Cagliari, mientras su escolta, Milan, cayó ante el Inter de Milán por 4-2. La 'Juve' se llevó el Scudetto nueve años después del último.

## Equipos
- El 9 y 13 de junio se jugó la promoción que determinó el tercer equipo que ascendió a la Serie A.

| Pos | Descendidos de la Serie A |
| --- | ------------------------- |
| 18º | Sampdoria                 |
| 19º | Brescia                   |
| 20º | Bari                      |

| Pos   | Ascendidos de la Serie B |
| ----- | ------------------------ |
| 1º    | Atalanta                 |
| 2º    | Siena                    |
| Prom. | Novara                   |

### Información de los equipos
La Serie A se disputó entre 20 equipos. Sampdoria, Brescia y Bari, equipos descendidos de la temporada anterior, fueron reemplazados por el Atalanta, el Siena y el Novara. h
| Club                                     | Ciudad    | Entrenador           | Estadio                 | Aforo  |
| ---------------------------------------- | --------- | -------------------- | ----------------------- | ------ |
| AC Milan                                 | Milán     | Massimiliano Allegri | San Siro                | 80.074 |
| Inter de Milán                           | Milán     | Andrea Stramaccioni  | Giuseppe Meazza         | 80.074 |
| SSC Napoli                               | Nápoles   | Walter Mazzarri      | San Paolo               | 60.240 |
| Udinese                                  | Údine     | Francesco Guidolin   | Estadio Friuli          | 41.652 |
| Lazio                                    | Roma      | Edoardo Reja         | Olímpico de Roma        | 72.698 |
| Roma                                     | Roma      | Luis Enrique         | Olímpico de Roma        | 72.698 |
| Juventus                                 | Turín     | Antonio Conte        | Juventus Stadium        | 41.254 |
| Palermo                                  | Palermo   | Bortolo Mutti        | Renzo Barbera           | 37.242 |
| Fiorentina                               | Florencia | Vincenzo Guerini     | Artemio Franchi         | 47.282 |
| Genoa                                    | Génova    | Luigi De Canio       | Luigi Ferraris          | 36.685 |
| Parma                                    | Parma     | Roberto Donadoni     | Ennio Tardini           | 27.906 |
| Chievo Verona                            | Verona    | Domenico Di Carlo    | Marcantonio Bentegodi   | 39.211 |
| Catania                                  | Catania   | Vincenzo Montella    | Angelo Massimino        | 23.420 |
| Cagliari                                 | Cagliari  | Massimo Ficcadenti   | Sant'Elia               | 23.486 |
| Cesena                                   | Cesena    | Mario Beretta        | Dino Manuzzi            | 23.860 |
| Bologna                                  | Bolonia   | Stefano Pioli        | Renato Dall'Ara         | 39.444 |
| Lecce                                    | Lecce     | Serse Cosmi          | Via del Mare            | 33.876 |
| Atalanta                                 | Bérgamo   | Stefano Colantuono   | Azzurri d'Italia        | 24.642 |
| Siena                                    | Siena     | Giuseppe Sannino     | Artemio Franchi (Siena) | 15.373 |
| Novara                                   | Novara    | Attilio Tesser       | Silvio Piola            | 17.875 |
| Datos actualizados el 3 de mayo de 2012. |           |                      |                         |        |

### Cambios de entrenadores
| Equipo         | Entrenador (jornadas)                                                                                   |
| -------------- | --- |
| Inter de Milán | Gian Piero Gasperini (1-4) Claudio Ranieri (5-29) Andrea Stramaccioni (30-38)                           |
| Bolonia        | Pierpaolo Bisoli (1-6) Stefano Pioli (7-38)                                                             |
| Cesena         | Marco Giampaolo (1-10) Daniele Arrigoni (11-24) Mario Beretta (25-38)                                   |
| Fiorentina     | Siniša Mihajlović (1-11) Delio Rossi (12-36) Vincenzo Guerini (37-38)                                   |
| Cagliari       | Massimo Ficcadenti (1-11) Davide Ballardini (12-27) Massimo Ficcadenti (28-38)                          |
| Lecce          | Eusebio Di Francesco (1-14) Serse Cosmi (15-38)                                                         |
| Palermo        | Devis Mangia (1-16) Bortolo Mutti (17-38)                                                               |
| Genoa          | Alberto Malesani (1-16) Pasquale Marino (17-30) Alberto Malesani (31-32; 34) Luigi De Canio (33; 35-38) |
| Parma          | Franco Colomba (1-17) Roberto Donadoni (18-38)                                                          |
| Novara         | Attilio Tesser (1-20) Emiliano Mondonico (21-26) Attilio Tesser (27-38)                                 |

## Equipos porregión
| Región               | N.º | Equipos                             |
| -------------------- | --- | ----------------------------------- |
| Emilia-Romaña        | 3   | Bologna, Cesena y Parma             |
| Lombardía            | 3   | Atalanta, AC Milan e Inter de Milán |
| Lacio                | 2   | AS Roma y Lazio                     |
| Piamonte             | 2   | Juventus y Novara                   |
| Sicilia              | 2   | Catania y Palermo                   |
| Toscana              | 2   | ACF Fiorentina y AC Siena           |
| Apulia               | 1   | Lecce                               |
| Campania             | 1   | Napoli                              |
| Cerdeña              | 1   | Cagliari                            |
| Friuli-Venecia Julia | 1   | Udinese                             |
| Liguria              | 1   | Genoa                               |
| Véneto               | 1   | Chievo Verona                       |

## Tabla de posiciones
| Pos. | Equipo         | Pts. | PJ | G  | E  | P  | GF | GC | Dif. | Clasificación o descenso               |
| ---- | -------------- | ---- | -- | -- | -- | -- | -- | -- | ---- | -------------------------------------- |
| 1    | Juventus (C)   | 84   | 38 | 23 | 15 | 0  | 68 | 20 | +48  | Fase de grupos de la Liga de Campeones |
| 2    | Milan          | 80   | 38 | 24 | 8  | 6  | 74 | 33 | +41  | Fase de grupos de la Liga de Campeones |
| 3    | Udinese        | 64   | 38 | 18 | 10 | 10 | 52 | 35 | +17  | Play-offs de la Liga de Campeones      |
| 4    | Lazio          | 62   | 38 | 18 | 8  | 12 | 56 | 47 | +9   | Play-offs de la Liga Europa            |
| 5    | Napoli         | 61   | 38 | 16 | 13 | 9  | 66 | 46 | +20  | Fase de grupos de la Liga Europa       |
| 6    | Inter de Milán | 58   | 38 | 17 | 7  | 14 | 58 | 55 | +3   | Tercera ronda previa de la Liga Europa |
| 7    | Roma           | 56   | 38 | 16 | 8  | 14 | 60 | 54 | +6   |                                        |
| 8    | Parma          | 56   | 38 | 15 | 11 | 12 | 54 | 53 | +1   |                                        |
| 9    | Bologna        | 51   | 38 | 13 | 12 | 13 | 41 | 43 | −2   |                                        |
| 10   | Chievo Verona  | 49   | 38 | 12 | 13 | 13 | 35 | 45 | −10  |                                        |
| 11   | Catania        | 48   | 38 | 11 | 15 | 12 | 47 | 52 | −5   |                                        |
| 12   | Atalanta       | 46   | 38 | 13 | 13 | 12 | 41 | 43 | −2   |                                        |
| 13   | Fiorentina     | 46   | 38 | 11 | 13 | 14 | 37 | 43 | −6   |                                        |
| 14   | Siena          | 44   | 38 | 11 | 11 | 16 | 45 | 45 | 0    |                                        |
| 15   | Caglari        | 43   | 38 | 10 | 13 | 15 | 37 | 46 | −9   |                                        |
| 16   | Palermo        | 43   | 38 | 11 | 10 | 17 | 52 | 62 | −10  |                                        |
| 17   | Genoa          | 42   | 38 | 11 | 9  | 18 | 50 | 69 | −19  |                                        |
| 18   | Lecce (D)      | 36   | 38 | 8  | 12 | 18 | 40 | 56 | −16  | Descenso a la Prima Divisione          |
| 19   | Novara (D)     | 32   | 38 | 7  | 11 | 20 | 35 | 65 | −30  | Descenso de categoría                  |
| 20   | Cesena (D)     | 22   | 38 | 4  | 10 | 24 | 24 | 60 | −36  | Descenso de categoría                  |

 Fuente: [cita requerida]
Notas:
1. 1 2  Napoli clasificó para la fase de grupos de la Liga Europa 2011-12 al haber ganado la Coppa Italia 2011-12. Gracias a esto, el cupo que se otorga al 5° clasificado pasó al 6° clasificado.
2. ↑  Atalanta fue sancionado con una deducción de 6 puntos al inicio de la temporada por haber formado parte de un escándalo de arreglo de partidos.
3. ↑  Lecce originalmente había descendido a la Serie B, pero debido a que el equipo formó parte de un escándalo de arreglo de partidos, fue sancionado con su descenso a la Prima Divisione.

### Evolución de las posiciones

#### Primera ronda
| Equipo / Fecha | 01 | 02 | 03 | 04 | 05 | 06 | 07 | 08 | 09 | 10 | 11 | 12 | 13 | 14 | 15 | 16 | 17 | 18 | 19 |
| -------------- | -- | -- | -- | -- | -- | -- | -- | -- | -- | -- | -- | -- | -- | -- | -- | -- | -- | -- | -- |
| Juventus       | 1  | 2  | 2  | 1  | 1  | 1  | 3  | 1  | 1  | 4  | 1  | 1  | 1  | 1  | 1  | 2  | 2  | 1  | 1  |
| Milan          | 7  | 17 | 16 | 12 | 15 | 13 | 7  | 5  | 4  | 3  | 3  | 2  | 2  | 3  | 2  | 1  | 1  | 2  | 2  |
| Udinese        | 4  | 3  | 3  | 2  | 2  | 2  | 1  | 2  | 2  | 1  | 4  | 3  | 3  | 2  | 3  | 3  | 3  | 3  | 3  |
| Inter          | 14 | 11 | 18 | 16 | 17 | 17 | 16 | 16 | 17 | 17 | 16 | 15 | 16 | 7  | 5  | 5  | 5  | 5  | 4  |
| Lazio          | 7  | 11 | 9  | 10 | 7  | 4  | 2  | 3  | 3  | 2  | 2  | 4  | 4  | 4  | 4  | 4  | 4  | 4  | 5  |
| Roma           | 15 | 15 | 14 | 11 | 6  | 12 | 6  | 9  | 13 | 7  | 5  | 7  | 8  | 10 | 7  | 7  | 7  | 7  | 6  |
| Napoli         | 2  | 1  | 4  | 4  | 3  | 5  | 5  | 4  | 5  | 6  | 7  | 6  | 5  | 5  | 6  | 6  | 6  | 6  | 7  |
| Palermo        | 5  | 7  | 6  | 6  | 4  | 6  | 8  | 7  | 8  | 5  | 6  | 5  | 6  | 6  | 10 | 9  | 11 | 14 | 8  |
| Chievo         | 7  | 11 | 10 | 7  | 8  | 7  | 13 | 14 | 16 | 14 | 9  | 11 | 12 | 15 | 11 | 12 | 14 | 9  | 9  |
| Genoa          | 7  | 5  | 1  | 3  | 10 | 11 | 12 | 8  | 11 | 11 | 8  | 9  | 14 | 8  | 8  | 10 | 12 | 8  | 10 |
| Cagliari       | 6  | 4  | 7  | 7  | 5  | 3  | 4  | 6  | 9  | 10 | 15 | 14 | 7  | 9  | 12 | 15 | 10 | 10 | 11 |
| Parma          | 19 | 10 | 13 | 18 | 12 | 9  | 14 | 15 | 12 | 15 | 10 | 10 | 11 | 12 | 13 | 13 | 15 | 12 | 12 |
| Fiorentina     | 3  | 8  | 5  | 5  | 9  | 10 | 10 | 13 | 10 | 13 | 14 | 16 | 10 | 14 | 15 | 14 | 9  | 13 | 13 |
| Catania        | 12 | 6  | 11 | 13 | 11 | 8  | 9  | 10 | 6  | 8  | 12 | 8  | 9  | 11 | 9  | 8  | 8  | 11 | 14 |
| Atalanta       | 20 | 20 | 17 | 14 | 16 | 15 | 15 | 12 | 15 | 11 | 13 | 13 | 13 | 13 | 14 | 11 | 13 | 15 | 15 |
| Bologna        | 17 | 19 | 19 | 19 | 20 | 18 | 19 | 17 | 14 | 16 | 17 | 17 | 17 | 16 | 16 | 17 | 17 | 16 | 16 |
| Siena          | 12 | 16 | 15 | 9  | 14 | 14 | 11 | 11 | 7  | 9  | 11 | 12 | 15 | 17 | 17 | 16 | 16 | 17 | 17 |
| Cesena         | 16 | 18 | 20 | 20 | 19 | 20 | 20 | 20 | 20 | 20 | 20 | 19 | 19 | 18 | 18 | 19 | 19 | 18 | 18 |
| Lecce          | 17 | 8  | 12 | 17 | 18 | 19 | 18 | 19 | 19 | 18 | 18 | 20 | 20 | 20 | 20 | 20 | 20 | 20 | 19 |
| Novara         | 7  | 11 | 8  | 15 | 13 | 16 | 17 | 18 | 18 | 19 | 19 | 18 | 18 | 19 | 19 | 18 | 18 | 19 | 20 |

#### Segunda ronda
| Equipo / Fecha | 20 | 21 | 22 | 23 | 24 | 25 | 26 | 27 | 28 | 29 | 30 | 31 | 32 | 34 | 33 | 35 | 36 | 37 | 38 |
| -------------- | -- | -- | -- | -- | -- | -- | -- | -- | -- | -- | -- | -- | -- | -- | -- | -- | -- | -- | -- |
| Juventus       | 1  | 1  | 1  | 2  | 2  | 2  | 2  | 2  | 2  | 2  | 2  | 1  | 1  | 1  | 1  | 1  | 1  | 1  | 1  |
| Milan          | 2  | 2  | 2  | 1  | 1  | 1  | 1  | 1  | 1  | 1  | 1  | 2  | 2  | 2  | 2  | 2  | 2  | 2  | 2  |
| Udinese        | 3  | 3  | 3  | 4  | 3  | 3  | 4  | 5  | 5  | 5  | 5  | 4  | 4  | 4  | 6  | 4  | 4  | 3  | 3  |
| Lazio          | 4  | 4  | 4  | 3  | 4  | 4  | 3  | 3  | 3  | 3  | 3  | 3  | 3  | 3  | 3  | 6  | 5  | 4  | 4  |
| Napoli         | 7  | 7  | 7  | 7  | 6  | 5  | 5  | 4  | 4  | 4  | 4  | 5  | 6  | 5  | 4  | 3  | 3  | 5  | 5  |
| Inter          | 5  | 5  | 5  | 5  | 7  | 7  | 7  | 7  | 7  | 8  | 7  | 7  | 7  | 7  | 5  | 5  | 6  | 6  | 6  |
| Roma           | 6  | 6  | 6  | 6  | 5  | 6  | 6  | 6  | 6  | 6  | 6  | 6  | 5  | 6  | 7  | 7  | 7  | 7  | 7  |
| Parma          | 11 | 13 | 12 | 12 | 16 | 14 | 16 | 16 | 17 | 17 | 15 | 16 | 15 | 13 | 9  | 9  | 8  | 8  | 8  |
| Bologna        | 16 | 16 | 16 | 17 | 15 | 16 | 13 | 9  | 9  | 10 | 14 | 14 | 12 | 13 | 13 | 11 | 9  | 9  | 9  |
| Chievo         | 12 | 10 | 13 | 15 | 10 | 9  | 9  | 11 | 11 | 12 | 10 | 9  | 9  | 9  | 12 | 12 | 12 | 12 | 10 |
| Catania        | 15 | 15 | 14 | 14 | 14 | 11 | 10 | 8  | 8  | 7  | 8  | 8  | 8  | 8  | 8  | 8  | 10 | 10 | 11 |
| Atalanta       | 13 | 14 | 15 | 13 | 12 | 10 | 11 | 12 | 12 | 9  | 11 | 13 | 10 | 14 | 11 | 10 | 11 | 11 | 12 |
| Fiorentina     | 10 | 12 | 10 | 11 | 13 | 15 | 12 | 15 | 16 | 16 | 17 | 15 | 16 | 15 | 16 | 16 | 16 | 13 | 13 |
| Siena          | 17 | 17 | 17 | 16 | 17 | 17 | 17 | 14 | 15 | 15 | 13 | 10 | 13 | 10 | 10 | 13 | 13 | 14 | 14 |
| Cagliari       | 14 | 11 | 11 | 9  | 9  | 12 | 15 | 17 | 13 | 13 | 12 | 12 | 14 | 16 | 15 | 15 | 15 | 16 | 15 |
| Palermo        | 8  | 8  | 8  | 8  | 8  | 8  | 8  | 10 | 10 | 11 | 9  | 11 | 11 | 11 | 14 | 14 | 14 | 15 | 16 |
| Genoa          | 9  | 9  | 9  | 10 | 11 | 13 | 14 | 13 | 14 | 14 | 16 | 17 | 17 | 17 | 17 | 17 | 17 | 17 | 17 |
| Lecce          | 18 | 18 | 18 | 18 | 18 | 18 | 18 | 18 | 18 | 18 | 18 | 18 | 18 | 18 | 18 | 18 | 18 | 18 | 18 |
| Novara         | 20 | 20 | 20 | 20 | 19 | 19 | 20 | 19 | 19 | 19 | 19 | 19 | 19 | 19 | 19 | 19 | 19 | 19 | 19 |
| Cesena         | 19 | 19 | 19 | 19 | 20 | 20 | 19 | 20 | 20 | 20 | 20 | 20 | 20 | 20 | 20 | 20 | 20 | 20 | 20 |

## Resultados

### Tabla de resultados cruzados
| L\V        | ATA | BOL | CAG | CTN | CES | CHV | FIO | GEN | INT | JUV | LAZ | LCE | MIL | NAP | NOV | PAL | PAR | ROM | SIE | UDI |
| ---------- | --- | --- | --- | --- | --- | --- | --- | --- | --- | --- | --- | --- | --- | --- | --- | --- | --- | --- | --- | --- |
| Atalanta   | —   | 2–0 | 1–0 | 1–1 | 4–1 | 1–0 | 2–0 | 1–0 | 1–1 | 0–2 | 0–2 | 0–0 | 0–2 | 1–1 | 2–1 | 1–0 | 1–1 | 4–1 | 1–2 | 0–0 |
| Bologna    | 3–1 | —   | 1–0 | 2–0 | 0–1 | 2–2 | 2–0 | 3–2 | 1–3 | 1–1 | 0–2 | 0–2 | 2–2 | 2–0 | 1–0 | 1–3 | 0–0 | 0–2 | 1–0 | 1–3 |
| Cagliari   | 2–0 | 1–1 | —   | 3–0 | 3–0 | 0–0 | 0–0 | 3–0 | 2–2 | 0–2 | 0–3 | 1–2 | 0–2 | 0–0 | 2–1 | 2–1 | 0–0 | 4–2 | 0–0 | 0–0 |
| Catania    | 2–0 | 0–1 | 0–1 | —   | 1–0 | 1–2 | 1–0 | 4–0 | 2–1 | 1–1 | 1–0 | 1–2 | 1–1 | 2–1 | 3–1 | 2–0 | 1–1 | 1–1 | 0–0 | 0–2 |
| Cesena     | 0–1 | 0–0 | 1–1 | 0–0 | —   | 0–0 | 0–0 | 2–0 | 0–1 | 0–1 | 1–2 | 0–1 | 1–3 | 1–3 | 3–1 | 2–2 | 2–2 | 2–3 | 0–2 | 0–1 |
| Chievo     | 0–0 | 0–1 | 2–0 | 3–2 | 1–0 | —   | 1–0 | 2–1 | 0–2 | 0–0 | 0–3 | 1–0 | 0–1 | 1–0 | 2–2 | 1–0 | 1–2 | 0–0 | 1–1 | 0–0 |
| Fiorentina | 2–2 | 2–0 | 0–0 | 2–2 | 2–0 | 1–2 | —   | 1–0 | 0–0 | 0–5 | 1–2 | 0–1 | 0–0 | 0–3 | 2–2 | 0–0 | 3–0 | 3–0 | 2–1 | 3–2 |
| Genoa      | 2–2 | 2–1 | 2–1 | 3–0 | 1–1 | 0–1 | 2–2 | —   | 0–1 | 0–0 | 3–2 | 0–0 | 0–2 | 3–2 | 1–0 | 2–0 | 2–2 | 2–1 | 1–4 | 3–2 |
| Inter      | 0–0 | 0–3 | 2–1 | 2–2 | 2–1 | 1–0 | 2–0 | 5–4 | —   | 1–2 | 2–1 | 4–1 | 4–2 | 0–3 | 0–1 | 4–4 | 5–0 | 0–0 | 2–1 | 0–1 |
| Juventus   | 3–1 | 1–1 | 1–1 | 3–1 | 2–0 | 1–1 | 2–1 | 2–2 | 2–0 | —   | 2–1 | 1–1 | 2–0 | 3–0 | 2–0 | 3–0 | 4–1 | 4–0 | 0–0 | 2–1 |
| Lazio      | 2–0 | 1–3 | 1–0 | 1–1 | 3–2 | 0–0 | 1–0 | 1–2 | 3–1 | 0–1 | —   | 1–1 | 2–0 | 3–1 | 3–0 | 0–0 | 1–0 | 2–1 | 1–1 | 2–2 |
| Lecce      | 1–2 | 0–0 | 0–2 | 0–1 | 0–0 | 2–2 | 0–1 | 2–2 | 1–0 | 0–1 | 2–3 | —   | 3–4 | 0–2 | 1–1 | 1–1 | 1–2 | 4–2 | 4–1 | 0–2 |
| Milan      | 2–0 | 1–1 | 3–0 | 4–0 | 1–0 | 4–0 | 1–2 | 1–0 | 0–1 | 1–1 | 2–2 | 2–0 | —   | 0–0 | 2–1 | 3–0 | 4–1 | 2–1 | 2–0 | 1–1 |
| Napoli     | 1–3 | 1–1 | 6–3 | 2–2 | 0–0 | 2–0 | 0–0 | 6–1 | 1–0 | 3–3 | 0–0 | 4–2 | 3–1 | —   | 2–0 | 2–0 | 1–2 | 1–3 | 2–1 | 2–0 |
| Novara     | 0–0 | 0–2 | 0–0 | 3–3 | 3–0 | 1–2 | 0–3 | 1–1 | 3–1 | 0–4 | 2–1 | 0–0 | 0–3 | 1–1 | —   | 2–2 | 2–1 | 0–2 | 1–1 | 1–0 |
| Palermo    | 2–1 | 3–1 | 3–2 | 1–1 | 0–1 | 4–4 | 2–0 | 5–3 | 4–3 | 0–2 | 5–1 | 2–0 | 0–4 | 1–3 | 2–0 | —   | 1–2 | 0–1 | 2–0 | 1–1 |
| Parma      | 1–2 | 1–0 | 3–0 | 3–3 | 2–0 | 2–1 | 2–2 | 3–1 | 3–1 | 0–0 | 3–1 | 3–3 | 0–2 | 1–2 | 2–0 | 0–0 | —   | 0–1 | 3–1 | 2–0 |
| Roma       | 3–1 | 1–1 | 1–2 | 2–2 | 5–1 | 2–0 | 1–2 | 1–0 | 4–0 | 1–1 | 1–2 | 2–1 | 2–3 | 2–2 | 5–2 | 1–0 | 1–0 | —   | 1–1 | 3–1 |
| Siena      | 2–2 | 1–1 | 3–0 | 0–1 | 2–0 | 4–1 | 0–0 | 0–2 | 0–1 | 0–1 | 4–0 | 3–0 | 1–4 | 1–1 | 0–2 | 4–1 | 0–2 | 1–0 | —   | 1–0 |
| Udinese    | 0–0 | 2–0 | 0–0 | 2–1 | 4–1 | 2–1 | 2–0 | 2–0 | 1–3 | 0–0 | 2–0 | 2–1 | 1–2 | 2–2 | 3–0 | 1–0 | 3–1 | 2–0 | 2–1 | —   |

### Primera rueda
Los horarios corresponden a la CET (Hora Central Europea) UTC+1 en horario estándar y UTC+2 en horario de verano.
| Siena          | 0 - 0 | Fiorentina    | Estadio Artemio Franchi        | 20 de diciembre | 18:00 | SKY |
| Cagliari       | 0 - 2 | Milan         | Estadio Sant'Elia              | 20 de diciembre | 20:45 | SKY |
| Udinese        | 0 - 0 | Juventus      | Estadio Friuli                 | 21 de diciembre | 18:00 | SKY |
| Napoli         | 6 - 1 | Genoa         | Estadio San Paolo              | 21 de diciembre | 20:45 | SKY |
| Bologna        | 0 - 2 | Roma          | Estadio Renato Dall'Ara        | 21 de diciembre | 20:45 | SKY |
| Novara         | 2 - 2 | Palermo       | Estadio Silvio Piola           | 21 de diciembre | 20:45 | SKY |
| Inter de Milán | 4 - 1 | Lecce         | Estadio Giuseppe Meazza        | 21 de diciembre | 20:45 | SKY |
| Atalanta       | 4 - 1 | Cesena        | Stadio Atleti Azzurri d'Italia | 21 de diciembre | 20:45 | SKY |
| Parma          | 3 - 3 | Catania       | Estadio Ennio Tardini          | 21 de diciembre | 20:45 | SKY |
| Lazio          | 0 -0  | Chievo Verona | Estadio Olímpico de Roma       | 21 de diciembre | 20:45 | SKY |

| Milan         | 2 - 2 | Lazio          | Estadio Giuseppe Meazza      | 9 de septiembre  | 20:45 | SKY |
| Cesena        | 1 - 3 | Napoli         | Stadio Dino Manuzzi          | 10 de septiembre | 20:45 | SKY |
| Juventus      | 4 - 1 | Parma          | Juventus Stadium             | 11 de septiembre | 12:30 | SKY |
| Roma          | 1 - 2 | Cagliari       | Estadio Olímpico de Roma     | 11 de septiembre | 15:00 | SKY |
| Catania       | 0 - 0 | Siena          | Stadio Angelo Massimino      | 11 de septiembre | 15:00 | SKY |
| Chievo Verona | 2 - 2 | Novara         | Stadio Marcantonio Bentegodi | 11 de septiembre | 15:00 | SKY |
| Fiorentina    | 2 - 0 | Bologna        | Stadio Artemio Franchi       | 11 de septiembre | 15:00 | SKY |
| Genoa         | 2 - 2 | Atalanta       | Stadio Luigi Ferraris        | 11 de septiembre | 15:00 | SKY |
| Lecce         | 0 - 2 | Udinese        | Stadio Via del Mare          | 11 de septiembre | 15:00 | SKY |
| Palermo       | 4 - 3 | Inter de Milán | Stadio Renzo Barbera         | 11 de septiembre | 20:45 | SKY |

| Cagliari       | 2 - 1 | Novara        | Stadio Sant'Elia               | 17 de septiembre | 18:00 | SKY |
| Inter de Milán | 0 - 0 | Roma          | Estadio Giuseppe Meazza        | 17 de septiembre | 20:45 | SKY |
| Atalanta       | 1 - 0 | Palermo       | Stadio Atleti Azzurri d'Italia | 18 de septiembre | 15:00 | SKY |
| Bologna        | 0 - 2 | Lecce         | Stadio Renato Dall'Ara         | 18 de septiembre | 15:00 | SKY |
| Catania        | 1 - 0 | Cesena        | Stadio Angelo Massimino        | 18 de septiembre | 15:00 | SKY |
| Lazio          | 1 - 2 | Genoa         | Estadio Olímpico de Roma       | 18 de septiembre | 15:00 | SKY |
| Parma          | 2 - 1 | Chievo Verona | Stadio Ennio Tardini           | 18 de septiembre | 15:00 | SKY |
| Siena          | 0 - 1 | Juventus      | Stadio Artemio Franchi         | 18 de septiembre | 15:00 | SKY |
| Udinese        | 2 - 0 | Fiorentina    | Estadio Friuli                 | 18 de septiembre | 15:00 | SKY |
| Napoli         | 3 - 1 | Milan         | Stadio San Paolo               | 18 de septiembre | 20:45 | SKY |

| Novara        | 3 - 1 | Inter de Milán | Stadio Silvio Piola          | 20 de septiembre | 20:45 | SKY |
| Cesena        | 1 - 2 | Lazio          | Stadio Dino Manuzzi          | 21 de septiembre | 20:45 | SKY |
| Chievo Verona | 1 - 0 | Napoli         | Stadio Marcantonio Bentegodi | 21 de septiembre | 20:45 | SKY |
| Fiorentina    | 3 - 0 | Parma          | Stadio Artemio Franchi       | 21 de septiembre | 20:45 | SKY |
| Genoa         | 3 - 0 | Catania        | Stadio Luigi Ferraris        | 21 de septiembre | 20:45 | SKY |
| Juventus      | 1 - 1 | Bologna        | Juventus Stadium             | 21 de septiembre | 20:45 | SKY |
| Lecce         | 1 - 2 | Atalanta       | Stadio Via del Mare          | 21 de septiembre | 20:45 | SKY |
| Milan         | 1 - 1 | Udinese        | Estadio Giuseppe Meazza      | 21 de septiembre | 20:45 | SKY |
| Palermo       | 3 - 2 | Cagliari       | Stadio Renzo Barbera         | 21 de septiembre | 20:45 | SKY |
| Roma          | 1 - 1 | Siena          | Estadio Olímpico de Roma     | 22 de septiembre | 20:45 | SKY |

| Bologna       | 1 - 3 | Inter de Milán | Stadio Renato Dall'Ara         | 24 de septiembre | 18:00 | SKY |
| Milan         | 1 - 0 | Cesena         | Estadio Giuseppe Meazza        | 24 de septiembre | 20:45 | SKY |
| Napoli        | 0 - 0 | Fiorentina     | Stadio San Paolo               | 24 de septiembre | 20:45 | SKY |
| Chievo Verona | 2 - 1 | Genoa          | Stadio Marcantonio Bentegodi   | 25 de septiembre | 12:30 | SKY |
| Atalanta      | 2 - 1 | Novara         | Stadio Atleti Azzurri d'Italia | 25 de septiembre | 15:00 | SKY |
| Cagliari      | 0 - 0 | Udinese        | Stadio Sant'Elia               | 25 de septiembre | 15:00 | SKY |
| Catania       | 1 - 1 | Juventus       | Stadio Angelo Massimino        | 25 de septiembre | 15:00 | SKY |
| Lazio         | 0 - 0 | Palermo        | Estadio Olímpico de Roma       | 25 de septiembre | 15:00 | SKY |
| Siena         | 3 - 0 | Lecce          | Stadio Artemio Franchi         | 25 de septiembre | 15:00 | SKY |
| Parma         | 0 - 1 | Roma           | Stadio Ennio Tardini           | 25 de septiembre | 20:45 | SKY |

| Roma           | 3 - 1 | Atalanta      | Estadio Olímpico de Roma | 1 de octubre | 18:00 | SKY |
| Inter de Milán | 0 - 3 | Napoli        | Estadio Giuseppe Meazza  | 1 de octubre | 20:45 | SKY |
| Novara         | 3 - 3 | Catania       | Stadio Silvio Piola      | 2 de octubre | 12:30 | SKY |
| AC Cesena      | 0 - 0 | Chievo Verona | Stadio Dino Manuzzi      | 2 de octubre | 15:00 | SKY |
| Fiorentina     | 1 - 2 | Lazio         | Stadio Artemio Franchi   | 2 de octubre | 15:00 | SKY |
| Lecce          | 0 - 2 | Cagliari      | Stadio Via del Mare      | 2 de octubre | 15:00 | SKY |
| Palermo        | 2 - 0 | Siena         | Stadio Renzo Barbera     | 2 de octubre | 15:00 | SKY |
| Parma          | 3 - 1 | Genoa         | Stadio Ennio Tardini     | 2 de octubre | 15:00 | SKY |
| Udinese        | 2 - 0 | Bologna       | Estadio Friuli           | 2 de octubre | 15:00 | SKY |
| Juventus       | 2 - 0 | Milan         | Juventus Stadium         | 2 de octubre | 20:45 | SKY |

| Catania       | 2 - 1 | Inter de Milán | Stadio Angelo Massimino        | 15 de octubre | 18:00 | SKY |
| Milan         | 3 - 0 | Palermo        | Estadio Giuseppe Meazza        | 15 de octubre | 20:45 | SKY |
| Napoli        | 1 - 2 | Parma          | Estadio San Paolo              | 15 de octubre | 20:45 | SKY |
| Cesena        | 0 - 0 | Fiorentina     | Stadio Dino Manuzzi            | 16 de octubre | 12:30 | SKY |
| Atalanta      | 0 - 0 | Udinese        | Stadio Atleti Azzurri d'Italia | 16 de octubre | 15:00 | SKY |
| Cagliari      | 0 - 0 | Siena          | Estadio Sant'Elia              | 16 de octubre | 15:00 | SKY |
| Chievo Verona | 0 - 0 | Juventus       | Estadio Marcantonio Bentegodi  | 16 de octubre | 15:00 | SKY |
| Genoa         | 0 - 0 | Lecce          | Estadio Luigi Ferraris         | 16 de octubre | 15:00 | SKY |
| Novara        | 0 - 2 | Bologna        | Stadio Silvio Piola            | 16 de octubre | 15:00 | SKY |
| Lazio         | 2 - 1 | Roma           | Estadio Olímpico de Roma       | 16 de octubre | 20:45 | SKY |

| Fiorentina     | 2 - 2 | Catania       | Stadio Artemio Franchi   | 22 de octubre | 18:00 | SKY |
| Juventus       | 2 - 2 | Genoa         | Juventus Stadium         | 22 de octubre | 20:45 | SKY |
| Lecce          | 3 - 4 | Milan         | Stadio Via del Mare      | 23 de octubre | 12:30 | SKY |
| Cagliari       | 0 - 0 | Napoli        | Stadio Sant'Elia         | 23 de octubre | 15:00 | SKY |
| Inter de Milán | 1 - 0 | Chievo Verona | Estadio Giuseppe Meazza  | 23 de octubre | 15:00 | SKY |
| Parma          | 1 - 2 | Atalanta      | Stadio Ennio Tardini     | 23 de octubre | 15:00 | SKY |
| Roma           | 1 - 0 | Palermo       | Estadio Olímpico de Roma | 23 de octubre | 15:00 | SKY |
| Siena          | 2 - 0 | Cesena        | Stadio Artemio Franchi   | 23 de octubre | 15:00 | SKY |
| Udinese        | 3 - 0 | Novara        | Stadio Friuli            | 23 de octubre | 15:00 | SKY |
| Bologna        | 0 - 2 | Lazio         | Stadio Renato Dall'Ara   | 23 de octubre | 20:45 | SKY |

| Juventus      | 2 - 1 | Fiorentina     | Juventus Stadium               | 25 de octubre | 20:45 | SKY |
| Atalanta      | 1 - 1 | Inter de Milán | Stadio Atleti Azzurri d'Italia | 26 de octubre | 20:45 | SKY |
| Cesena        | 1 - 1 | Cagliari       | Stadio Dino Manuzzi            | 26 de octubre | 20:45 | SKY |
| Chievo Verona | 0 - 1 | Bologna        | Stadio Marcantonio Bentegodi   | 26 de octubre | 20:45 | SKY |
| Genoa         | 2 - 1 | Roma           | Stadio Luigi Ferraris          | 26 de octubre | 20:45 | SKY |
| Lazio         | 1 - 1 | Catania        | Estadio Olímpico de Roma       | 26 de octubre | 20:45 | SKY |
| Milan         | 4 - 1 | Parma          | Estadio Giuseppe Meazza        | 26 de octubre | 20:45 | SKY |
| Napoli        | 2 - 0 | Udinese        | Stadio San Paolo               | 26 de octubre | 20:45 | SKY |
| Novara        | 1 - 1 | Siena          | Stadio Silvio Piola            | 26 de octubre | 20:45 | SKY |
| Palermo       | 2 - 0 | Lecce          | Stadio Renzo Barbera           | 27 de octubre | 20:45 | SKY |

| Catania        | 2 - 1 | Napoli        | Stadio Angelo Massimino  | 29 de octubre | 18:00 | SKY |
| Roma           | 2 - 3 | Milan         | Estadio Olímpico de Roma | 29 de octubre | 18:00 | SKY |
| Inter de Milán | 1 - 2 | Juventus      | Estadio Giuseppe Meazza  | 29 de octubre | 20:45 | SKY |
| Siena          | 4 - 1 | Chievo Verona | Stadio Artemio Franchi   | 30 de octubre | 15:00 | SKY |
| Bologna        | 3 - 1 | Atalanta      | Stadio Renato Dall'Ara   | 30 de octubre | 15:00 | SKY |
| Fiorentina     | 1 - 0 | Genoa         | Stadio Artemio Franchi   | 30 de octubre | 15:00 | SKY |
| Lecce          | 1 - 1 | Novara        | Stadio Via del Mare      | 30 de octubre | 15:00 | SKY |
| Parma          | 2 - 0 | Cesena        | Stadio Ennio Tardini     | 30 de octubre | 15:00 | SKY |
| Udinese        | 1 - 0 | Palermo       | Estadio Friuli           | 30 de octubre | 15:00 | SKY |
| Cagliari       | 0 - 3 | Lazio         | Stadio Sant'Elia         | 30 de octubre | 20:45 | SKY |

| Palermo       | 3 - 1 | Bologna        | Stadio Renzo Barbera           | 5 de noviembre  | 18:00 | SKY |
| Novara        | 0 - 2 | Roma           | Stadio Silvio Piola            | 5 de noviembre  | 20:45 | SKY |
| Atalanta      | 1 - 0 | Cagliari       | Stadio Atleti Azzurri d'Italia | 6 de noviembre  | 15:00 | SKY |
| Cesena        | 0 - 1 | Lecce          | Stadio Dino Manuzzi            | 6 de noviembre  | 15:00 | SKY |
| Chievo Verona | 1 - 0 | Fiorentina     | Stadio Marcantonio Bentegodi   | 6 de noviembre  | 15:00 | SKY |
| SS Lazio      | 1 - 0 | Parma          | Estadio Olímpico de Roma       | 6 de noviembre  | 15:00 | SKY |
| Milan         | 4 - 0 | Catania        | Estadio Giuseppe Meazza        | 6 de noviembre  | 15:00 | SKY |
| Udinese       | 2 - 1 | Siena          | Estadio Friuli                 | 6 de noviembre  | 15:00 | SKY |
| Napoli        | 3 - 3 | Juventus       | Stadio San Paolo               | 29 de noviembre | 20:45 | SKY |
| Genoa         | 0 - 1 | Inter de Milán | Stadio Luigi Ferraris          | 13 de diciembre | 20:45 | SKY |

| Inter de Milán | 2 - 1 | Cagliari      | Estadio Giuseppe Meazza  | 19 de noviembre | 18:00 | SKY |
| Fiorentina     | 0 - 0 | Milan         | Stadio Artemio Franchi   | 19 de noviembre | 20:45 | SKY |
| Napoli         | 0 - 0 | Lazio         | Stadio San Paolo         | 19 de noviembre | 20:45 | SKY |
| Bologna        | 0 - 1 | Cesena        | Stadio Renato Dall'Ara   | 20 de noviembre | 12:30 | SKY |
| Catania        | 1 - 2 | Chievo Verona | Stadio Angelo Massimino  | 20 de noviembre | 15:00 | SKY |
| Genoa          | 1 - 0 | Novara        | Stadio Luigi Ferraris    | 20 de noviembre | 15:00 | SKY |
| Juventus       | 3 - 0 | Palermo       | Juventus Stadium         | 20 de noviembre | 15:00 | SKY |
| Parma          | 2 - 0 | Udinese       | Stadio Ennio Tardini     | 20 de noviembre | 15:00 | SKY |
| Siena          | 2 - 2 | Atalanta      | Stadio Artemio Franchi   | 20 de noviembre | 15:00 | SKY |
| Roma           | 2 - 1 | Lecce         | Estadio Olímpico de Roma | 20 de noviembre | 20:45 | SKY |

| Udinese  | 2 - 0 | Roma           | Estadio Friuli                 | 25 de noviembre | 20:45 | SKY |
| Lecce    | 0 - 1 | Catania        | Stadio Via del Mare            | 26 de noviembre | 18:00 | SKY |
| Novara   | 2 - 1 | Parma          | Stadio Silvio Piola            | 26 de noviembre | 18:00 | SKY |
| Atalanta | 1 - 1 | Napoli         | Stadio Atleti Azzurri d'Italia | 26 de noviembre | 20:45 | SKY |
| Lazio    | 0 - 1 | Juventus       | Estadio Olímpico de Roma       | 26 de noviembre | 20:45 | SKY |
| Cagliari | 1 - 1 | Bologna        | Estadio Sant'Elia              | 27 de noviembre | 15:00 | SKY |
| Cesena   | 2 - 0 | Genoa          | Stadio Dino Manuzzi            | 27 de noviembre | 15:00 | SKY |
| Palermo  | 2 - 0 | Fiorentina     | Estadio Renzo Barbera          | 27 de noviembre | 15:00 | SKY |
| Siena    | 0 - 1 | Inter de Milán | Stadio Artemio Franchi         | 27 de noviembre | 15:00 | SKY |
| Milan    | 4 - 0 | Chievo Verona  | Estadio Giuseppe Meazza        | 27 de noviembre | 20:45 | SKY |

| Genoa          | 0 - 2 | Milan    | Estadio Luigi Ferraris        | 2 de diciembre | 20:45 | SKY |
| Inter de Milán | 0 - 1 | Udinese  | Estadio Giuseppe Meazza       | 3 de diciembre | 20:45 | SKY |
| Napoli         | 4 - 2 | Lecce    | Estadio San Paolo             | 3 de diciembre | 20:45 | SKY |
| Catania        | 0 - 1 | Cagliari | Stadio Angelo Massimino       | 4 de diciembre | 15:00 | SKY |
| Bologna        | 1 - 0 | Siena    | Estadio Renato Dall'Ara       | 4 de diciembre | 15:00 | SKY |
| Chievo Verona  | 0 - 0 | Atalanta | Estadio Marcantonio Bentegodi | 4 de diciembre | 15:00 | SKY |
| Fiorentina     | 3 - 0 | Roma     | Estadio Artemio Franchi       | 4 de diciembre | 15:00 | SKY |
| Juventus       | 2 - 0 | Cesena   | Juventus Stadium              | 4 de diciembre | 15:00 | SKY |
| Parma          | 0 - 0 | Palermo  | Estadio Ennio Tardini         | 4 de diciembre | 20:45 | SKY |
| Lazio          | 3 - 0 | Novara   | Estadio Olímpico de Roma      | 5 de diciembre | 20:45 | SKY |

| Lecce          | 2 - 3 | Lazio         | Stadio Via del Mare            | 10 de diciembre | 18:00 | SKY |
| Siena          | 0 - 2 | Genoa         | Stadio Artemio Franchi         | 10 de diciembre | 18:00 | SKY |
| Inter de Milán | 2 - 0 | Fiorentina    | Estadio Giuseppe Meazza        | 10 de diciembre | 20:45 | SKY |
| Palermo        | 0 - 1 | Cesena        | Estadio Renzo Barbera          | 10 de diciembre | 20:45 | SKY |
| Atalanta       | 1- 1  | Catania       | Stadio Atleti Azzurri d'Italia | 11 de diciembre | 15:00 | SKY |
| Bologna        | 2 - 2 | Milan         | Estadio Renato Dall'Ara        | 11 de diciembre | 15:00 | SKY |
| Cagliari       | 0 - 0 | Parma         | Estadio Sant'Elia              | 11 de diciembre | 15:00 | SKY |
| Udinese        | 2 - 1 | Chievo Verona | Estadio Friuli                 | 11 de diciembre | 15:00 | SKY |
| Novara         | 1 - 1 | Napoli        | Stadio Silvio Piola            | 11 de diciembre | 20:45 | SKY |
| Roma           | 1 - 1 | Juventus      | Estadio Olímpico de Roma       | 12 de diciembre | 20:45 | SKY |

| Chievo Verona | 2 - 0 | Cagliari       | Estadio Marcantonio Bentegodi | 17 de diciembre | 18:00 | SKY |
| Fiorentina    | 2 - 2 | Atalanta       | Estadio Artemio Franchi       | 17 de diciembre | 20:45 | SKY |
| Milan         | 2 - 0 | Siena          | Estadio Giuseppe Meazza       | 17 de diciembre | 20:45 | SKY |
| Catania       | 2 - 0 | Palermo        | Stadio Angelo Massimino       | 18 de diciembre | 15:00 | SKY |
| Cesena        | 0 - 1 | Inter de Milán | Stadio Dino Manuzzi           | 18 de diciembre | 15:00 | SKY |
| Genoa         | 2 - 1 | Bologna        | Estadio Luigi Ferraris        | 18 de diciembre | 15:00 | SKY |
| Juventus      | 2 - 0 | Novara         | Juventus Stadium              | 18 de diciembre | 15:00 | SKY |
| Parma         | 3 - 3 | Lecce          | Estadio Ennio Tardini         | 18 de diciembre | 15:00 | SKY |
| Lazio         | 2 - 2 | Udinese        | Estadio Olímpico de Roma      | 18 de diciembre | 20:45 | SKY |
| Napoli        | 1 - 3 | Roma           | Estadio San Paolo             | 18 de diciembre | 20:45 | SKY |

| Siena          | 4 - 0 | Lazio         | Stadio Artemio Franchi         | 7 de enero | 18:00 | SKY |
| Inter de Milán | 5 - 0 | Parma         | Estadio Giuseppe Meazza        | 7 de enero | 20:45 | SKY |
| Udinese        | 4 - 1 | Cesena        | Estadio Friuli                 | 8 de enero | 12:30 | SKY |
| Atalanta       | 0 - 2 | Milan         | Stadio Atleti Azzurri d'Italia | 8 de enero | 15:00 | SKY |
| Bologna        | 2 - 0 | Catania       | Estadio Renato Dall'Ara        | 8 de enero | 15:00 | SKY |
| Cagliari       | 3 - 0 | Genoa         | Estadio Sant'Elia              | 8 de enero | 15:00 | SKY |
| Lecce          | 0 - 1 | Juventus      | Stadio Via del Mare            | 8 de enero | 15:00 | SKY |
| Novara         | 0 - 3 | Fiorentina    | Stadio Silvio Piola            | 8 de enero | 15:00 | SKY |
| Roma           | 2 - 0 | Chievo Verona | Estadio Olímpico de Roma       | 8 de enero | 15:00 | SKY |
| Palermo        | 1 - 3 | Napoli        | Estadio Renzo Barbera          | 8 de enero | 20:45 | SKY |

| Lazio         | 2 - 0 | Atalanta       | Estadio Olímpico de Roma      | 15 de enero  | 12:30 | SKY |
| Cesena        | 3 - 1 | Novara         | Stadio Dino Manuzzi           | 15 de enero  | 15:00 | SKY |
| Chievo Verona | 1 - 0 | Palermo        | Estadio Marcantonio Bentegodi | 15 de enero  | 15:00 | SKY |
| Fiorentina    | 0 - 1 | Lecce          | Estadio Artemio Franchi       | 15 de enero  | 15:00 | SKY |
| Genoa         | 3 - 2 | Udinese        | Estadio Luigi Ferraris        | 15 de enero  | 15:00 | SKY |
| Juventus      | 1 - 1 | Cagliari       | Juventus Stadium              | 15 de enero  | 15:00 | SKY |
| Parma         | 3 - 1 | Siena          | Estadio Ennio Tardini         | 15 de enero  | 15:00 | SKY |
| Milan         | 0 - 1 | Inter de Milán | Estadio Giuseppe Meazza       | 15 de enero  | 20:45 | SKY |
| Napoli        | 1 - 1 | Bologna        | Estadio San Paolo             | 16 de enero  | 20:45 | SKY |
| Catania       | 1 - 1 | Roma           | Stadio Angelo Massimino       | 8 de febrero | 20:00 | SKY |

| Roma           | 5 - 1 | Cesena        | Estadio Olímpico de Roma       | 21 de enero | 18:00 | SKY |
| Atalanta       | 0 - 2 | Juventus      | Stadio Atleti Azzurri d'Italia | 21 de enero | 20:45 | SKY |
| Bologna        | 0 - 0 | Parma         | Stadio Renato Dall'Ara         | 22 de enero | 12:30 | SKY |
| Cagliari       | 0 - 0 | Fiorentina    | Stadio Sant'Elia               | 22 de enero | 15:00 | SKY |
| Lecce          | 2 - 2 | Chievo Verona | Stadio Via del Mare            | 22 de enero | 15:00 | SKY |
| Novara         | 0 - 3 | Milan         | Stadio Silvio Piola            | 22 de enero | 15:00 | SKY |
| Palermo        | 5 - 3 | Genoa         | Stadio Renzo Barbera           | 22 de enero | 15:00 | SKY |
| Siena          | 1 - 1 | Napoli        | Stadio Artemio Franchi         | 22 de enero | 15:00 | SKY |
| Udinese        | 2 - 1 | Catania       | Estadio Friuli                 | 22 de enero | 15:00 | SKY |
| Inter de Milán | 2 - 1 | Lazio         | Estadio Giuseppe Meazza        | 22 de enero | 20:45 | SKY |

### Segunda rueda
| Catania       | 1 - 1 | Parma          | Stadio Angelo Massimino      | 28 de enero | 18:00 | SKY |
| Juventus      | 2 - 1 | Udinese        | Juventus Stadium             | 28 de enero | 20:45 | SKY |
| Fiorentina    | 2 - 1 | Siena          | Stadio Artemio Franchi       | 29 de enero | 12:30 | SKY |
| Cesena        | 0 - 1 | Atalanta       | Stadio Dino Manuzzi          | 29 de enero | 15:00 | SKY |
| Chievo Verona | 0 - 3 | Lazio          | Stadio Marcantonio Bentegodi | 29 de enero | 15:00 | SKY |
| Genoa         | 3 - 2 | Napoli         | Stadio Luigi Ferraris        | 29 de enero | 15:00 | SKY |
| Lecce         | 1 - 0 | Inter de Milán | Stadio Via del Mare          | 29 de enero | 15:00 | SKY |
| Palermo       | 2 - 0 | Novara         | Stadio Renzo Barbera         | 29 de enero | 15:00 | SKY |
| Roma          | 1 - 1 | Bologna        | Estadio Olímpico de Roma     | 29 de enero | 15:00 | SKY |
| Milan         | 3 - 0 | Cagliari       | Estadio Giuseppe Meazza      | 29 de enero | 20:45 | SKY |

| Cagliari       | 4 - 2 | Roma          | Stadio Sant'Elia               | 1 de febrero  | 20:45 | SKY |
| Inter de Milán | 4 - 4 | Palermo       | Estadio Giuseppe Meazza        | 1 de febrero  | 20:45 | SKY |
| Lazio          | 2 - 0 | Milan         | Estadio Olímpico de Roma       | 1 de febrero  | 20:45 | SKY |
| Napoli         | 0 - 0 | Cesena        | Stadio San Paolo               | 1 de febrero  | 20:45 | SKY |
| Udinese        | 2 - 1 | Lecce         | Stadio Friuli                  | 1 de febrero  | 20:45 | SKY |
| Novara         | 1 - 2 | Chievo Verona | Stadio Silvio Piola            | 2 de febrero  | 20:45 | SKY |
| Parma          | 0 - 0 | Juventus      | Stadio Ennio Tardini           | 15 de febrero | 18:30 | SKY |
| Atalanta       | 1 - 0 | Genoa         | Stadio Atleti Azzurri d'Italia | 15 de febrero | 18:30 | SKY |
| Bologna        | 2 - 0 | Fiorentina    | Stadio Renato Dall'Ara         | 21 de febrero | 18:30 | SKY |
| Siena          | 0 - 1 | Catania       | Stadio Artemio Franchi         | 22 de febrero | 18:30 | SKY |

| Genoa         | 3 - 2 | Lazio          | Stadio Luigi Ferraris        | 5 de febrero | 12:30 | SKY |
| Chievo Verona | 1 - 2 | Parma          | Stadio Marcantonio Bentegodi | 5 de febrero | 15:00 | SKY |
| Fiorentina    | 3 - 2 | Udinese        | Stadio Artemio Franchi       | 5 de febrero | 15:00 | SKY |
| Juventus      | 0 - 0 | Siena          | Juventus Stadium             | 5 de febrero | 15:00 | SKY |
| Lecce         | 0 - 0 | Bologna        | Stadio Via del Mare          | 5 de febrero | 15:00 | SKY |
| Novara        | 0 - 0 | Cagliari       | Stadio Silvio Piola          | 5 de febrero | 15:00 | SKY |
| Palermo       | 2 - 1 | Atalanta       | Stadio Renzo Barbera         | 5 de febrero | 15:00 | SKY |
| Milan         | 0 - 0 | Napoli         | Stadio Giuseppe Meazza       | 5 de febrero | 15:00 | SKY |
| Roma          | 4 - 0 | Inter de Milán | Estadio Olímpico de Roma     | 5 de febrero | 15:00 | SKY |
| Cesena        | 0 - 0 | Catania        | Stadio Dino Manuzzi          | 7 de marzo   | 18:30 | SKY |

| Lazio          | 3 - 2 | Cesena        | Estadio Olímpico de Roma        | 9 de febrero  | 20:45 | SKY |
| Udinese        | 1 - 2 | Milan         | Estadio Friuli                  | 11 de febrero | 18:00 | SKY |
| Cagliari       | 2 - 1 | Palermo       | Estadio Sant'Elia               | 11 de febrero | 20:45 | SKY |
| Atalanta       | 0 - 0 | Lecce         | Estadio Atleti Azzurri d'Italia | 12 de febrero | 15:00 | SKY |
| Catania        | 4 - 0 | Genoa         | Estadio Angelo Massimino        | 12 de febrero | 15:00 | SKY |
| Inter de Milán | 0 - 1 | Novara        | Estadio Giuseppe Meazza         | 12 de febrero | 15:00 | SKY |
| Napoli         | 2 - 0 | Chievo Verona | Estadio San Paolo               | 13 de febrero | 20:45 | SKY |
| Siena          | 1 - 0 | Roma          | Estadio Artemio Franchi         | 13 de febrero | 20:45 | SKY |
| Parma          | 2 - 2 | Fiorentina    | Estadio Ennio Tardini           | 7 de marzo    | 18:30 | SKY |
| Bologna        | 1 - 1 | Juventus      | Estadio Renato Dall'Ara         | 7 de marzo    | 18:30 | SKY |

| Fiorentina     | 0 - 3 | Napoli        | Estadio Artemio Franchi  | 17 de febrero | 20:45 | SKY |
| Inter de Milán | 0 - 3 | Bologna       | Estadio Giuseppe Meazza  | 17 de febrero | 20:45 | SKY |
| Juventus       | 3 - 1 | Catania       | Juventus Stadium         | 18 de febrero | 20:45 | SKY |
| Lecce          | 4 - 1 | Siena         | Estadio Via del Mare     | 19 de febrero | 12:30 | SKY |
| Cesena         | 1 - 3 | Milan         | Estadio Dino Manuzzi     | 19 de febrero | 15:00 | SKY |
| Genoa          | 0 - 1 | Chievo Verona | Estadio Luigi Ferraris   | 19 de febrero | 15:00 | SKY |
| Novara         | 0 - 0 | Atalanta      | Estadio Silvio Piola     | 19 de febrero | 15:00 | SKY |
| Roma           | 1 - 0 | Parma         | Estadio Olímpico de Roma | 19 de febrero | 15:00 | SKY |
| Palermo        | 5 - 1 | Lazio         | Estadio Renzo Barbera    | 19 de febrero | 20:45 | SKY |
| Udinese        | 0 - 0 | Cagliari      | Estadio Friuli           | 19 de febrero | 20:45 | SKY |

| Genoa         | 2 - 2 | Parma          | Estadio Luigi Ferraris          | 25 de febrero | 18:00 | SKY |
| Milan         | 1 - 1 | Juventus       | Estadio Giuseppe Meazza         | 25 de febrero | 20:45 | SKY |
| Atalanta      | 4 - 1 | Roma           | Estadio Atleti Azzurri d'Italia | 26 de febrero | 15:00 | SKY |
| Cagliari      | 1 - 2 | Lecce          | Estadio Sant'Elia               | 26 de febrero | 15:00 | SKY |
| Catania       | 3 - 1 | Novara         | Estadio Angelo Massimino        | 26 de febrero | 15:00 | SKY |
| Chievo Verona | 1 - 0 | Cesena         | Estadio Marcantonio Bentegodi   | 26 de febrero | 15:00 | SKY |
| Siena         | 4 - 1 | Palermo        | Estadio Artemio Franchi         | 26 de febrero | 15:00 | SKY |
| Bologna       | 1 - 3 | Udinese        | Estadio Renato Dall'Ara         | 26 de febrero | 20:45 | SKY |
| Lazio         | 1 - 0 | Fiorentina     | Estadio Olímpico de Roma        | 26 de febrero | 20:45 | SKY |
| Napoli        | 1 - 0 | Inter de Milán | Estadio San Paolo               | 26 de febrero | 20:45 | SKY |

| Palermo        | 0 - 4 | Milan         | Estadio Renzo Barbera    | 3 de marzo | 18:00 | SKY |
| Juventus       | 1 - 1 | Chievo Verona | Juventus Stadium         | 3 de marzo | 20:45 | SKY |
| Parma          | 1 - 2 | Napoli        | Estadio Ennio Tardini    | 4 de marzo | 12:30 | SKY |
| Fiorentina     | 2 - 0 | Cesena        | Estadio Artemio Franchi  | 4 de marzo | 15:00 | SKY |
| Lecce          | 2 - 2 | Genoa         | Estadio Via del Mare     | 4 de marzo | 15:00 | SKY |
| Roma           | 1 - 2 | Lazio         | Estadio Olímpico de Roma | 4 de marzo | 15:00 | SKY |
| Siena          | 3 - 0 | Cagliari      | Estadio Artemio Franchi  | 4 de marzo | 15:00 | SKY |
| Udinese        | 0 - 0 | Atalanta      | Estadio Friuli           | 4 de marzo | 15:00 | SKY |
| Bologna        | 1 - 0 | Novara        | Estadio Renato Dall'Ara  | 4 de marzo | 18:30 | SKY |
| Inter de Milán | 2 - 2 | Catania       | Estadio Giuseppe Meazza  | 4 de marzo | 20:45 | SKY |

| Chievo Verona | 0 - 2 | Inter de Milán | Marcantonio Bentegodi   | 9 de marzo  | 20:45 | SKY |
| Napoli        | 6 - 3 | Cagliari       | San Paolo               | 9 de marzo  | 20:45 | SKY |
| Palermo       | 0 - 1 | Roma           | Renzo Barbera           | 10 de marzo | 20:45 | SKY |
| Atalanta      | 1 - 1 | Parma          | Atleti Azzurri d'Italia | 11 de marzo | 15:00 | SKY |
| Catania       | 1 - 0 | Fiorentina     | Angelo Massimino        | 11 de marzo | 15:00 | SKY |
| Cesena        | 0 - 2 | Siena          | Dino Manuzzi            | 11 de marzo | 15:00 | SKY |
| Genoa         | 0 - 0 | Juventus       | Luigi Ferraris          | 11 de marzo | 15:00 | SKY |
| Milan         | 2 - 0 | Lecce          | Giuseppe Meazza         | 11 de marzo | 15:00 | SKY |
| Lazio         | 1 - 3 | Bologna        | Olímpico de Roma        | 11 de marzo | 20:45 | SKY |
| Novara        | 1 - 0 | Udinese        | Silvio Piola            | 11 de marzo | 20:45 | SKY |

| Parma          | 0 - 2 | Milan         | Ennio Tardini    | 17 de marzo | 18:00 | SKY |
| Fiorentina     | 0 - 5 | Juventus      | Artemio Franchi  | 17 de marzo | 20:45 | SKY |
| Cagliari       | 3 - 0 | Cesena        | Sant'Elia        | 18 de marzo | 12:30 | SKY |
| Bologna        | 2 - 2 | Chievo Verona | Renato Dall'Ara  | 18 de marzo | 12:30 | SKY |
| Catania        | 1 - 0 | Lazio         | Angelo Massimino | 18 de marzo | 12:30 | SKY |
| Inter de Milán | 0 - 0 | Atalanta      | Giuseppe Meazza  | 18 de marzo | 12:30 | SKY |
| Lecce          | 1 - 1 | Palermo       | Via del Mare     | 18 de marzo | 12:30 | SKY |
| Siena          | 0 - 2 | Novara        | Artemio Franchi  | 18 de marzo | 12:30 | SKY |
| Udinese        | 2 - 2 | Napoli        | Friuli           | 18 de marzo | 20:45 | SKY |
| Roma           | 1 - 0 | Genoa         | Olímpico de Roma | 19 de marzo | 20:45 | SKY |

| Milan         | 2 - 1 | Roma           | Giuseppe Meazza         | 24 de marzo | 18:00 | SKY |
| Palermo       | 1 - 1 | Udinese        | Renzo Barbera           | 24 de marzo | 20:45 | SKY |
| Atalanta      | 2 - 0 | Bologna        | Atleti Azzurri d'Italia | 25 de marzo | 12:30 | SKY |
| Cesena        | 2 - 2 | Parma          | Dino Manuzzi            | 25 de marzo | 15:00 | SKY |
| Chievo Verona | 1 - 1 | Siena          | Marcantonio Bentegodi   | 25 de marzo | 15:00 | SKY |
| Genoa         | 2 - 2 | Fiorentina     | Luigi Ferraris          | 25 de marzo | 15:00 | SKY |
| Lazio         | 1 - 0 | Cagliari       | Olímpico de Roma        | 25 de marzo | 15:00 | SKY |
| Napoli        | 2 - 2 | Catania        | San Paolo               | 25 de marzo | 15:00 | SKY |
| Novara        | 0 - 0 | Lecce          | Silvio Piola            | 25 de marzo | 15:00 | SKY |
| Juventus      | 2 - 0 | Inter de Milán | Juventus Stadium        | 25 de marzo | 20:45 | SKY |

| Catania        | 1 - 1 | Milan         | Angelo Massimino | 31 de marzo | 18:00 | SKY |
| Parma          | 3 - 1 | Lazio         | Enio Tardini     | 31 de marzo | 20:45 | SKY |
| Roma           | 5 - 2 | Novara        | Olímpico de Roma | 1 de abril  | 12:30 | SKY |
| Bologna        | 1 - 3 | Palermo       | Renato Dall'Ara  | 1 de abril  | 15:00 | SKY |
| Cagliari       | 2 - 0 | Atalanta      | Sant'Elia        | 1 de abril  | 15:00 | SKY |
| Fiorentina     | 1 - 2 | Chievo Verona | Artemio Franchi  | 1 de abril  | 15:00 | SKY |
| Inter de Milán | 5 - 4 | Genoa         | Giuseppe Meazza  | 1 de abril  | 15:00 | SKY |
| Lecce          | 0 - 0 | Cesena        | Via del Mare     | 1 de abril  | 15:00 | SKY |
| Siena          | 1 - 0 | Udinese       | Artemio Franchi  | 1 de abril  | 15:00 | SKY |
| Juventus       | 3 - 0 | Napoli        | Juventus Stadium | 1 de abril  | 20:45 | SKY |

| Atalanta      | 1 - 2 | Siena          | Atleti Azzurri d'Italia | 7 de abril | 15:00 | SKY |
| Cagliari      | 2 - 2 | Inter de Milán | Nereo Rocco             | 7 de abril | 15:00 | SKY |
| Cesena        | 0 - 0 | Bologna        | Dino Manuzzi            | 7 de abril | 15:00 | SKY |
| Chievo Verona | 3 - 2 | Catania        | Marcantonio Bentegodi   | 7 de abril | 15:00 | SKY |
| Lecce         | 4 - 2 | Roma           | Via del Mare            | 7 de abril | 15:00 | SKY |
| Milan         | 1 - 2 | Fiorentina     | Giuseppe Meazza         | 7 de abril | 15:00 | SKY |
| Novara        | 1 - 1 | Genoa          | Silvio Piola            | 7 de abril | 15:00 | SKY |
| Udinese       | 3 - 1 | Parma          | Friuli                  | 7 de abril | 15:00 | SKY |
| Palermo       | 0 - 2 | Juventus       | Renzo Barbera           | 7 de abril | 18:30 | SKY |
| Lazio         | 3 - 1 | Napoli         | Olímpico de Roma        | 7 de abril | 21:00 | SKY |

| Chievo Verona  | 0 - 1 | Milan    | Marcantonio Bentegodi | 10 de abril | 20:45 | SKY |
| Catania        | 1 - 2 | Lecce    | Angelo Massimino      | 11 de abril | 20:45 | SKY |
| Fiorentina     | 0 - 0 | Palermo  | Artemio Franchi       | 11 de abril | 20:45 | SKY |
| Genoa          | 1 - 1 | Cesena   | Luigi Ferraris        | 11 de abril | 20:45 | SKY |
| Inter de Milán | 2 - 1 | Siena    | Giuseppe Meazza       | 11 de abril | 20:45 | SKY |
| Juventus       | 2 - 1 | Lazio    | Juventus Stadium      | 11 de abril | 20:45 | SKY |
| Napoli         | 1 - 3 | Atalanta | San Paolo             | 11 de abril | 20:45 | SKY |
| Parma          | 2 - 0 | Novara   | Ennio Tardini         | 11 de abril | 20:45 | SKY |
| Roma           | 3 - 1 | Udinese  | Olímpico de Roma      | 11 de abril | 20:45 | SKY |
| Bologna        | 1 - 0 | Cagliari | Renato Dall'Ara       | 12 de abril | 20:45 | SKY |

| Atalanta | 1 - 0 | Chievo Verona  | Atleti Azzurri d'Italia | 24 de abril | 18:30 | SKY |
| Cagliari | 3 - 0 | Catania        | Nereo Rocco             | 24 de abril | 18:30 | SKY |
| Novara   | 2 - 1 | Lazio          | Silvio Piola            | 25 de abril | 12:30 | SKY |
| Lecce    | 0 - 2 | Napoli         | Via del Mare            | 25 de abril | 15:00 | SKY |
| Palermo  | 1 - 2 | Parma          | Renzo Barbera           | 25 de abril | 15:00 | SKY |
| Roma     | 1 - 2 | Fiorentina     | Olímpico de Roma        | 25 de abril | 15:00 | SKY |
| Siena    | 1 - 1 | Bologna        | Artemio Franchi         | 25 de abril | 15:00 | SKY |
| Udinese  | 1 - 3 | Inter de Milán | Friuli                  | 25 de abril | 15:00 | SKY |
| Cesena   | 0 - 1 | Juventus       | Dino Manuzzi            | 25 de abril | 18:00 | SKY |
| Milan    | 1 - 0 | Genoa          | Giuseppe Meazza         | 25 de abril | 18:00 | SKY |

| Chievo Verona | 0 - 0 | Udinese        | Marcantonio Bentegodi | 21 de abril | 18:00 | SKY |
| Parma         | 3 - 0 | Cagliari       | Ennio Tardini         | 21 de abril | 18:00 | SKY |
| Napoli        | 2 - 0 | Novara         | San Paolo             | 21 de abril | 20:45 | SKY |
| Catania       | 2 - 0 | Atalanta       | Angelo Massimino      | 21 de abril | 20:45 | SKY |
| Fiorentina    | 0 - 0 | Inter de Milán | Artemio Franchi       | 22 de abril | 12:30 | SKY |
| Cesena        | 2 - 2 | Palermo        | Dino Manuzzi          | 22 de abril | 15:00 | SKY |
| Genoa         | 1 - 4 | Siena          | Luigi Ferraris        | 22 de abril | 15:00 | SKY |
| Lazio         | 1 - 1 | Lecce          | Olímpico de Roma      | 22 de abril | 15:00 | SKY |
| Milan         | 1 - 1 | Bologna        | Giuseppe Meazza       | 22 de abril | 15:00 | SKY |
| Juventus      | 4 - 0 | Roma           | Juventus Stadium      | 22 de abril | 20:45 | SKY |

| Cagliari       | 0 - 0 | Chievo Verona | Nereo Rocco             | 28 de abril | 18:00 | SKY |
| Palermo        | 1 - 1 | Catania       | Renzo Barbera           | 28 de abril | 18:00 | SKY |
| Roma           | 2 - 2 | Napoli        | Olímpico de Roma        | 28 de abril | 20:45 | SKY |
| Bologna        | 3 - 2 | Genoa         | Renato Dall'Ara         | 29 de abril | 12:30 | SKY |
| Atalanta       | 2 - 0 | Fiorentina    | Atleti Azzurri d'Italia | 29 de abril | 15:00 | SKY |
| Inter de Milán | 2 - 1 | Cesena        | Giuseppe Meazza         | 29 de abril | 15:00 | SKY |
| Lecce          | 1 - 2 | Parma         | Via del Mare            | 29 de abril | 15:00 | SKY |
| Novara         | 0 - 4 | Juventus      | Silvio Piola            | 29 de abril | 15:00 | SKY |
| Siena          | 1 - 4 | Milan         | Artemio Franchi         | 29 de abril | 20:45 | SKY |
| Udinese        | 2 - 0 | Lazio         | Friuli                  | 29 de abril | 20:45 | SKY |

| Chievo Verona | 0 - 0 | Roma           | Marcantonio Bentegodi | 1 de mayo | 18:00 | SKY |
| Napoli        | 2 - 0 | Palermo        | San Paolo             | 1 de mayo | 20:45 | SKY |
| Catania       | 0 - 1 | Bologna        | Angelo Massimino      | 2 de mayo | 20:45 | SKY |
| Cesena        | 0 - 1 | Udinese        | Dino Manuzzi          | 2 de mayo | 20:45 | SKY |
| Fiorentina    | 2 - 2 | Novara         | Artemio Franchi       | 2 de mayo | 20:45 | SKY |
| Genoa         | 2 - 1 | Cagliari       | Luigi Ferraris        | 2 de mayo | 20:45 | SKY |
| Juventus      | 1 - 1 | Lecce          | Juventus Stadium      | 2 de mayo | 20:45 | SKY |
| Lazio         | 1 - 1 | Siena          | Olímpico de Roma      | 2 de mayo | 20:45 | SKY |
| Milan         | 2 - 0 | Atalanta       | Giuseppe Meazza       | 2 de mayo | 20:45 | SKY |
| Parma         | 3 - 1 | Inter de Milán | Ennio Tardini         | 2 de mayo | 20:45 | SKY |

| Lecce          | 0 - 1 | Fiorentina    | Via del Mare            | 5 de mayo | 18:00 | SKY |
| Roma           | 2 - 2 | Catania       | Olímpico de Roma        | 5 de mayo | 20:45 | SKY |
| Siena          | 0 - 2 | Parma         | Artemio Franchi         | 6 de mayo | 12:30 | SKY |
| Atalanta       | 0 - 2 | Lazio         | Atleti Azzurri d'Italia | 6 de mayo | 15:00 | SKY |
| Bologna        | 2 - 0 | Napoli        | Renato Dall'Ara         | 6 de mayo | 15:00 | SKY |
| Novara         | 3 - 0 | Cesena        | Silvio Piola            | 6 de mayo | 15:00 | SKY |
| Palermo        | 4 - 4 | Chievo Verona | Renzo Barbera           | 6 de mayo | 15:00 | SKY |
| Udinese        | 2 - 0 | Genoa         | Friuli                  | 6 de mayo | 15:00 | SKY |
| Cagliari       | 0 - 2 | Juventus      | Nereo Rocco             | 6 de mayo | 20:45 | SKY |
| Inter de Milán | 4 - 2 | Milan         | Giuseppe Meazza         | 6 de mayo | 20:45 | SKY |

| Fiorentina    | 0 - 0 | Cagliari       | Artemio Franchi       | 13 de mayo | 15:00 | SKY |
| Juventus      | 3 - 1 | Atalanta       | Juventus Stadium      | 13 de mayo | 15:00 | SKY |
| Milan         | 2 - 1 | Novara         | Giuseppe Meazza       | 13 de mayo | 15:00 | SKY |
| Cesena        | 2 - 3 | Roma           | Dino Manuzzi          | 13 de mayo | 18:00 | SKY |
| Parma         | 1 - 0 | Bologna        | Ennio Tardini         | 13 de mayo | 18:00 | SKY |
| Catania       | 0 - 2 | Udinese        | Angelo Massimino      | 13 de mayo | 20:45 | SKY |
| Chievo Verona | 1 - 0 | Lecce          | Marcantonio Bentegodi | 13 de mayo | 20:45 | SKY |
| Genoa         | 2 - 0 | Palermo        | Luigi Ferraris        | 13 de mayo | 20:45 | SKY |
| Lazio         | 3 - 1 | Inter de Milán | Olímpico de Roma      | 13 de mayo | 20:45 | SKY |
| Napoli        | 2 - 1 | Siena          | San Paolo             | 13 de mayo | 20:45 | SKY |

## Goleadores

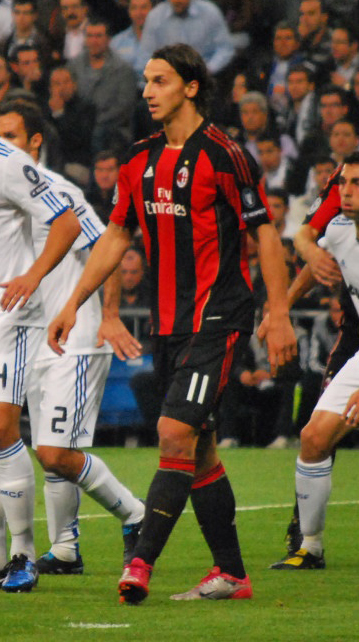
Ibrahimović se consagró como el máximo anotador de la Serie A 2011/12.

| Zlatan Ibrahimović                       | Milan          | 28 | 32 |
| Diego Milito                             | Internazionale | 24 | 33 |
| Edinson Cavani                           | Napoli         | 23 | 35 |
| Antonio Di Natale                        | Udinese        | 23 | 36 |
| Rodrigo Palacio                          | Genoa          | 19 | 32 |
| Fabrizio Miccoli                         | Palermo        | 16 | 28 |
| Germán Denis                             | Atalanta       | 16 | 33 |
| Sebastian Giovinco                       | Parma          | 15 | 36 |
| Stevan Jovetić                           | Fiorentina     | 14 | 27 |
| Miroslav Klose                           | Lazio          | 12 | 27 |
| Mattia Destro                            | Siena          | 12 | 30 |
| Última actualización: 13 de mayo de 2012 |                |    |    |

## Máximos asistentes

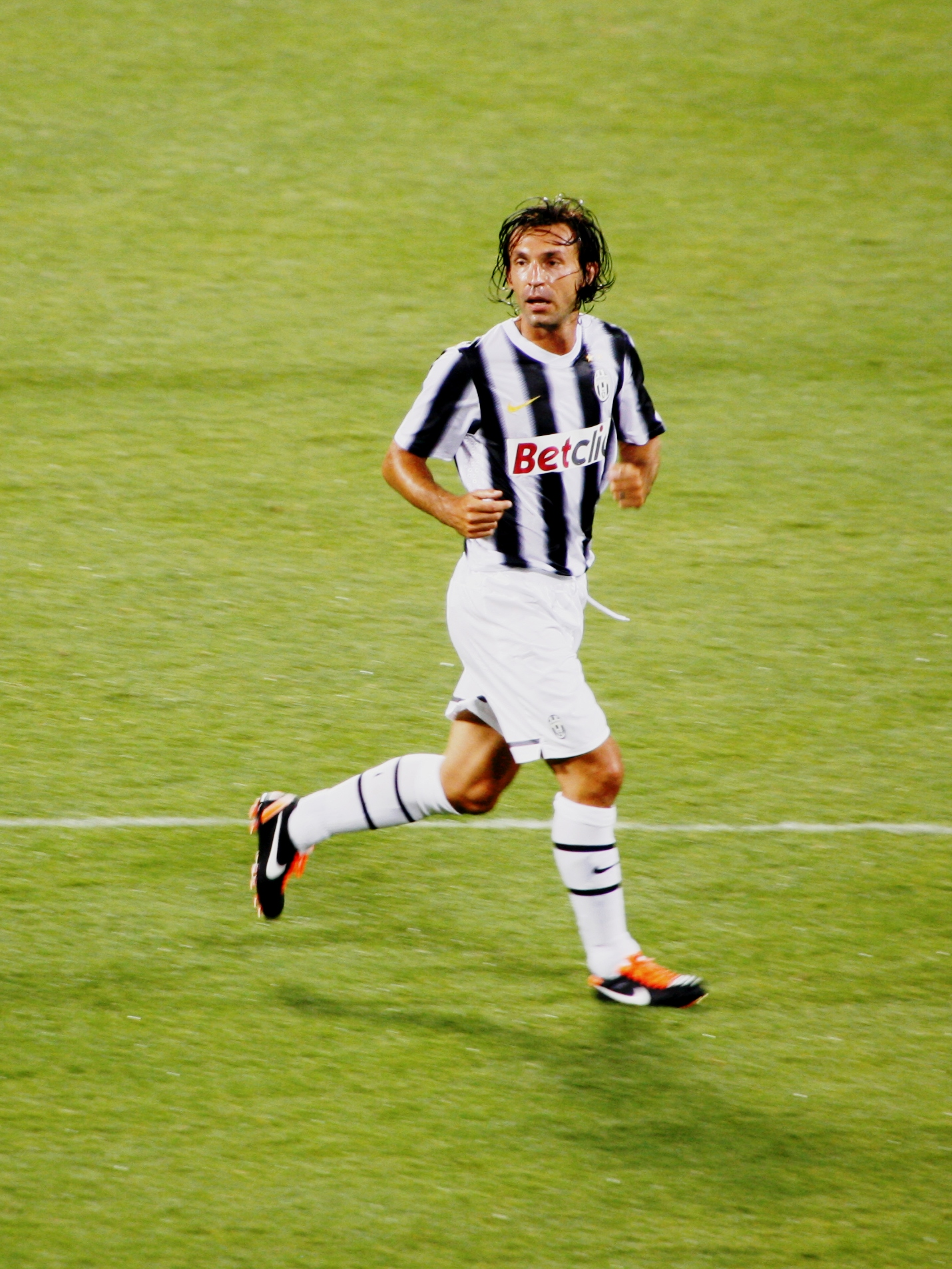
Andrea Pirlo fue el jugador con más asistencias.

| Andrea Pirlo                             | Juventus      | 13 | 37 |
| Fabrizio Miccoli                         | Palermo       | 12 | 28 |
| Sebastian Giovinco                       | Parma         | 11 | 36 |
| Antonio Cassano                          | Milan         | 10 | 16 |
| Pablo Armero                             | Udinese       | 10 | 28 |
| Robinho                                  | Milan         | 9  | 28 |
| Marek Hamšík                             | Napoli        | 9  | 37 |
| Mirko Vučinić                            | Juventus      | 8  | 32 |
| Juan Manuel Vargas                       | Fiorentina    | 7  | 24 |
| Francesco Totti                          | Roma          | 7  | 27 |
| Miralem Pjanić                           | Roma          | 7  | 30 |
| Sergio Pellissier                        | Chievo Verona | 7  | 35 |
| Antonio Di Natale                        | Udinese       | 7  | 36 |
| Francesco Lodi                           | Catania       | 7  | 37 |
| Última actualización: 13 de mayo de 2012 |               |    |    |

## Campeón
|            |
| Campeón    |
| Juventus   |
| 28º título |

## Fichajes
| Pos. | Jugador              | Club de destino | Club de Origen    | Precio (€) |
| ---- | -------------------- | --------------- | ----------------- | ---------- |
| 1º   | Zlatan Ibrahimović   | Milan           | Barcelona         | 24.000.000 |
| 2º   | Erik Lamela          | Roma            | River Plate       | 18.000.000 |
| 3º   | Daniel Osvaldo       | Roma            | Espanyol          | 17.500.000 |
| 3º   | Gökhan İnler         | Napoli          | Udinese           | 17.500.000 |
| 4°   | Arturo Vidal         | Juventus        | Bayer Leverkusen  | 12.000.000 |
| 4°   | Bojan Krkić          | Roma            | Barcelona         | 12.000.000 |
| 4°   | Djibril Cissé        | Lazio           | Panathinaikos     | 12.000.000 |
| 4°   | Mirko Vučinić        | Juventus        | Roma              | 12.000.000 |
| 5°   | Miralem Pjanić       | Roma            | Olympique de Lyon | 12.000.000 |
| 5°   | Ricardo Álvarez      | Internazionale  | Vélez Sarsfield   | 12.000.000 |
| 5°   | Stephan Lichtsteiner | Juventus        | Lazio             | 12.000.000 |